# Jakob Gadolin
Jakob Gadolin, född 13 oktober 1719 i Strängnäs, död 26 september 1802 i Åbo, var en finlandssvensk biskop, vetenskapsman och politiker.  

## Biografi
Gadolin föddes i Sverige, där hans föräldrar uppehöll sig under Stora ofreden. Han började 1736 att studera vid Kungliga Akademien i Åbo där han 1745 blev filosofie magister och docent i matematik. 1753 utnämndes han till fysices professor och 1762 till teologie professor samt blev 1788 biskop i Åbo stift liksom svärfadern Johan Browallius före honom. Gadolin invaldes 1751 som ledamot nummer 127 av Kungliga Vetenskapsakademien.
Gadolin utgav flera arbeten i matematiska och naturalhistoriska ämnen, bland annat Om Åbo slotts belägenhet över vattenbrynet (1751), Om Åbo stads belägenhet, bestämd genom observationer (1753) och Observationer om Veneris inträde i solen den 3 juni 1769, utförda vid Åbo (1769). Under Gadolins presidium utgavs 43 akademiska disputationer, 35 i filosofiska och 8 i teologiska ämnen. 
Som representant för prästeståndet i Åbo stift vid riksdagarna 1755–56, 1760–62 och 1771–72 gjorde sig han bemärkt såsom en av Hattpartiets mest nitiska medlemmar. Dock gick han till väga med mycken försiktighet och beskylldes till följd därav för bristande öppenhet. Gadolin var närvarande även vid riksdagarna 1786, 1789, 1792 och 1800. I sin tids patriotiskekonomiska strävanden tog han livlig del; så var han till exempel en av Finska hushållningssällskapets grundläggare och valdes till dess förste ordförande.

## Utmärkelser
- Kommendör med stora korset av Nordstjärneorden
- Asteroiden 2638 Gadolin[2]